# Johannes Cornelis Haspels
Johannes Cornelis Haspels (Piershil, 1 oktober 1901 – Bussum, 28 augustus 1965) was een Nederlandse burgemeester. Hij was lid van de ARP.

## Leven en werk
Haspels werd in 1901 in Piershil geboren als zoon van de gemeenteontvanger Arie Haspels en Adriaantje Bouman. Hij begon zijn ambtelijke loopbaan als leerling bij de gemeentesecretarie van achtereenvolgens de gemeente Goudswaard en zijn geboorteplaats Piershil. In 1919 werd hij aangesteld als ambtenaar bij de secretarie van de gemeente Spijkenisse. In 1920 verruilde hij deze baan voor een baan bij de gemeente Zwijndrecht, waar hij opklom tot hoofd van de afdeling financiën. In deze functie was hij ook werkzaam voor de gemeente Nieuwer-Amstel. Per 1 januari 1934 werd hij benoemd tot gemeentesecretaris van Enkhuizen. Per 1 november 1935 werd hij benoemd tot burgemeester van deze gemeente. Hoewel hij in november 1941 tijdens de Tweede Wereldoorlog nog werd herbenoemd tot burgemeester van Enkhuizen volgde vrij snel daarna - in augustus 1942 - zijn ontslag door de Duitse bezetters. Hij is enige tijd geïnterneerd geweest als gijzelaar in kamp Haaren (bron: gedenkboek Haaren 1947). Daarna was hij als onderduiker betrokken bij het verzet. Direct na de bevrijding hervatte hij zijn werkzaamheden als burgemeester van Enkhuizen. Op 1 juli 1949 werd hij benoemd tot burgemeester van de gemeente Bussum. In 1960 werd hij gekozen als lid van de Eerste Kamer. Hij overleed in augustus 1965 op 63-jarige leeftijd in zijn woonplaats Bussum en ligt begraven op de Algemene begraafplaats van Bussum.
Haspels was actief zowel binnen zijn politieke partij, de ARP, binnen de gereformeerde kerk en in meerdere maatschappelijke organisaties. In 1953 werd hij benoemd tot officier in de Orde van Oranje-Nassau. Hij trouwde op 29 januari 1925 te Zwijndrecht met de, in het Groningse Leek geboren, Pieterke van der Ploeg. Hun zoon Arie Haspels (1925-2012) was de latere gynaecoloog en hoogleraar in de verloskunde en de leer der vrouwenziekten aan de Universiteit Utrecht.
- Biografisch Portaal: 61394332
- International Standard Name Identifier: 0000 0003 8956 412X
- Nederlandse Thesaurus van Auteursnamen: 273412205
- Parlement.com: vg09ll1fpkyz
- Virtual International Authority File: 282957847